# Bucinișu
Bucinișu – wieś w Rumunii, w okręgu Aluta, w gminie Bucinișu. W 2011 roku liczyła 1717 mieszkańców.